# ガストン・ゴーデル
ガストン・ゴーデル（Gaston G. Godel、1914年8月19日- 2004年2月17日）は、スイスの元陸上競技選手である。彼は、1948年に開催された1948年ロンドンオリンピックの50キロメートル競歩で銀メダルを獲得した。

## 経歴
フリブール州ジヴィジェの出身。1948年のロンドンオリンピックでは、50キロメートル競歩の代表選手としてスイスからただ1人出場した。
ロンドンオリンピックの50キロメートル競歩は、11の国から23人の選手が出場して1948年7月31日に実施された。競技は1946年ヨーロッパチャンピオンのヨーン・リュングレン（スウェーデン）が終始リードし、ゴーデルは6分以上の大差をつけられて銀メダルを獲得する結果となった。
ゴーデルのオリンピック出場は、ロンドンオリンピック1回のみであった。その後、2004年にフリブール州ドンディディエで死去している。